# Doriaca
Doriaca is een geslacht van uitgestorven weekdieren uit de klasse van de Gastropoda (Slakken).

## Soort
- Doriaca trunca Willmann, 1981 †